# Podstawy fizyki
Podstawy fizyki – oparty na rachunku różniczkowym i całkowym podręcznik fizyki dla studentów. Pierwotnymi głównymi autorami byli amerykańscy fizycy Robert Resnick i David Halliday, którzy w 1960 opublikowali dwutomowy skrypt Physics for students of science and engineering (od wydania z 1966 pt. Physics, a od 1970 w wersji skróconej, w jednym tomie jako Fundamentals of physics, od czwartego wydania z 1993 jako współautor Jearl Walker). Publikacja została przetłumaczona na ponad 47 języków.
Podręcznik jest obecnie szeroko stosowany jako uzupełnienie kursów realizowanych na uczelniach wyższych, również w Polsce. Jest bardzo dobrze znany wśród studentów nauk przyrodniczych i inżynieryjnych – jako podręcznik przygotowujący do realizacji dalszych kursów. W 2002 roku Amerykańskie Towarzystwo Fizyczne uhonorowało publikację tytułem najwybitniejszego akademickiego podręcznika fizyki XX wieku.
Autorami pierwszej edycji są David Halliday i Robert Resnick. Nowsze wydania zostały wzbogacone przez Jearla Walkera o dodatkowe, pomocnicze pytania na końcu każdego rozdziału.
Publikacje omawiają większość podstawowych zagadnień fizyki.

## Struktura podręczników
Każda część składa się rozdziałów dotyczących różnych zagadnień fizyki od fizyki klasycznej (kinematyka, dynamika, mechanika, termodynamika, elektromagnetyzm) po zagadnienia fizyki współczesnej, takie jak szczególna teoria względności, fizyka atomowa czy energetyka jądrowa.
Każdy rozdział poprzedza zagadka lub ciekawostka dotycząca określonych zagadnień, która ma zachęcić czytelnika do dalszej lektury. W najnowszej wersji zrezygnowano z tego rodzaju wprowadzenia na rzecz krótkiego streszczenia poprzedzającego treści każdego z rozdziałów. 
Najważniejsze definicje różnych zjawisk lub zasad fizyki ujęte są w ramki. Większość zagadnień poprzedzona jest opisem doświadczenia prowadzącego do dalszych wniosków. W podręczniku znajduje się wiele ilustracji mających za zadanie ułatwić zrozumienie zjawisk fizycznych.
Istotnym elementem podręcznika są liczne, krótkie sprawdziany weryfikujące zrozumienie treści oraz przykłady zadań obliczeniowych wraz ze szczegółowymi rozwiązaniami. Na końcu każdego rozdziału znajduje się zbiór zadań. Część rozwiązań można znaleźć na końcu każdego tomu, a część na stronie internetowej podręcznika (www.wiley.com/college/hrw) lub w postaci interaktywnej, wykorzystującej oprogramowanie Interactive Learning Ware na tej samej stronie internetowej. 
Zawartość poszczególnych tomów (wydanie polskie):
| Tom 1                                        | Tom 2                                               | Tom 3                                      | Tom 4                   | Tom 5                                  |
| -------------------------------------------- | --------------------------------------------------- | ------------------------------------------ | ----------------------- | -------------------------------------- |
| Pomiary                                      | Równowaga i sprężystość                             | Ładunek elektryczny                        | Fale elektromagnetyczne | Fotony i fale materii                  |
| Ruch prostoliniowy                           | Grawitacja                                          | Pole elektryczne                           | Obrazy                  | Fizyka atomowa                         |
| Wektory                                      | Płyny                                               | Prawo Gaussa                               | Interferencja           | Przewodnictwo elektryczne ciał stałych |
| Ruch w dwóch i trzech wymiarach              | Drgania                                             | Potencjał elektryczny                      | Dyfrakcja               | Fizyka jądrowa                         |
| Siła i ruch                                  | Fale                                                | Pojemność elektryczna                      | Teoria względności      | Energia jądrowa                        |
| Energia kinetyczna i praca                   | Temperatura, ciepło i pierwsza zasada termodynamiki | Prąd elektryczny i opór elektryczny        |                         | Kwarki, leptony i Wielki Wybuch        |
| Energia potencjalna i zachowanie energii     | Kinetyczna teoria gazów                             | Obwody elektryczne                         |                         |                                        |
| Układy cząstek                               | Entropia i druga zasada termodynamiki               | Pole magnetyczne                           |                         |                                        |
| Zderzenia                                    |                                                     | Pole magnetyczne wywołane przepływem prądu |                         |                                        |
| Obroty                                       |                                                     | Zjawisko indukcji i indukcyjność           |                         |                                        |
| Toczenie się ciał, moment siły i moment pędu |                                                     | Magnetyzm materii, równania Maxwella       |                         |                                        |
|                                              |                                                     | Drgania elektromagnetyczne i prąd zmienny  |                         |                                        |